# Lupinus conicus
Lupinus conicus är en ärtväxtart som beskrevs av Charles Piper Smith. Lupinus conicus ingår i släktet lupiner, och familjen ärtväxter. Inga underarter finns listade i Catalogue of Life.